# Athens (Wisconsin)
Athens és una població dels Estats Units a l'estat de Wisconsin. Segons el cens del 2000 tenia 1.095 habitants.

## Demografia
Segons el cens del 2000, Athens tenia 1.095 habitants, 443 habitatges, i 299 famílies. La densitat de població era de 173,3 habitants per km².
Dels 443 habitatges en un 33,4% hi vivien nens de menys de 18 anys, en un 56,9% hi vivien parelles casades, en un 7% dones solteres, i en un 32,5% no eren unitats familiars. En el 29,1% dels habitatges hi vivien persones soles el 16,9% de les quals corresponia a persones de 65 anys o més que vivien soles. El nombre mitjà de persones vivint en cada habitatge era de 2,47 i el nombre mitjà de persones que vivien en cada família era de 3,08.
Per edats la població es repartia de la següent manera: un 26,8% tenia menys de 18 anys, un 8,5% entre 18 i 24, un 27,2% entre 25 i 44, un 19,3% de 45 a 60 i un 18,3% 65 anys o més.
L'edat mediana era de 36 anys. Per cada 100 dones de 18 o més anys hi havia 94,2 homes.
La renda mediana per habitatge era de 39.286 $ i la renda mediana per família de 52.727 $. Els homes tenien una renda mediana de 30.956 $ mentre que les dones 22.167 $. La renda per capita de la població era de 17.076 $. Aproximadament l'1,3% de les famílies i el 4,5% de la població estaven per davall del llindar de pobresa.

## Poblacions més properes
El següent diagrama mostra les poblacions més properes.